# ديفيد راينر
ديفيد راينر (بالإنجليزية: David Rayner)‏ هو لاعب كرة قدم نيوزيلندي في مركز الدفاع، ولد في 18 مارس 1982 في تاورانجا في نيوزيلندا. شارك مع منتخب نيوزيلندا تحت 17 سنة لكرة القدم ومنتخب نيوزيلندا لكرة القدم.

## وصلات خارجية
- ديفيد راينر على موقع الاتحاد الدولي (مؤرشف)  (الإنجليزية)
- ديفيد راينر على موقع قاعدة بيانات كرة القدم.إي يو (الإنجليزية)